# Лука Доросиев
Лука Иванов Доросиев е копривщенски дарител, учител, просветен деец и книжовник.
Роден в сравнително заможното семейство на Иван Доросиев и Кунка Моравенова в Копривщица. Бащата рано почива и грижите за шестте му братя и сестри се падат на майка му и него. За начално образование се изучава в родния си град. Завършва VI клас в Пловдивската гимназия през 1884 г., но поради бедност не успява да продължи образованието си по-нагоре и по тази причина с много упорит труд се самообразова. През учебната 1884 – 1885 г. е назначен е за учител в град Панагюрище. След това е директор на копривщенското училище, а през 1889 г. публикува стихосбирката си „Средногорски стихове“.
Като интелигентен човек пише статии по педагогически въпроси и така също привлича внимание. От самото начало на 1894 г. е назначен за чиновник в Министерството на народното просвещение. Упоритият му труд го издига постепенно в йерархията и Лука Доросиев достига до поста началник на отделение на министерството за основните училища в България. На тази си длъжност прави много предложения за преобразования и подобряване на образованието.
През февруари 1907 г. напуска тази длъжност и по собствено желание преминава на служение в Българската екзархия в Цариград като главен инспектор на училищата в Македония. Във времето от 1909 до 22 март 1911 г. е началник на Църковно-административния отдел при Екзархията. За съжаление поради не доброто си здраве отива да живее за две години в Швейцария. От 1 май 1917 до 31 януари 1921 г. работи като чиновник в цензурната секция при Щаба на Българската армия. За отличия и заслуги през войната е награден с народен орден „За военна заслуга“ V-та степен. По-късно през 1924 – 1926 г. се отдава на активна обществено-просветна дейност.

## Изследователска дейност
Тъй като изследванията на преселенията на българите в периода 1878 – 1913 г. са изцяло частно дело на жителите на отделните селища или дори само на отделни семейства, това през 1914 г. проучване е организирано от българското правителство и е добре отразено от администрацията на Царство България. В студия посветена на малоазийските българи, изпреварваща времето си с несъмнени научни достойнства, извършва собствено проучване на официални документи, като по този начин представя най-пълния и стойностен труд, посветен на малоазийските българи. Така като автор, Доросиев разчита и на сведенията на брат си Тодор Доросиев, който за кратко време учителства в българското малоазийско селище Коджабунар, както и на сведенията на другите двама свои братя Яким и Бобе Доросиеви, които също пребивават години наред в Северозападна Мала Азия, където работят по делата на абаджийския си занаят. Така през 1922 г., със сведенията, които получава от братята си се заема да попълни празнините в тях с данни от различни официални документи, предимно от архивите на Министерството на външните работи и изповеданията.

## Дарителска дейност
На 4 септември 1932 г. Лука Доросиев прави завещание, според което дарява цялото си състояние за благотворителни цели. С образуваният за „вечни времена“ фонд се отпускат стипендии на студенти по философия, педагогика и славянска филология. Отделно дарява значителни средства за училището „Любен Каравелов“, църквата „Св. Николай“ и читалището в града Копривщица.
В изпълнение на завещанието му от 1932 г. при Министерството на народното просвещение се учредяват три фонда на негово име. Според волята на дарителя през 1935 г. с остатъка (в размер от 60 000 лв.) от разпределените за различни благотворителни дейности средства от наследството му се създава и фонд „Лука Ив. Доросиев“ при Безплатната ученическа трапезария „Велика Ив. Личева“ в Копривщица, който да се управлява от МНП. Лихвите от фонда, изпращани редовно на настоятелството на трапезарията от МНП, са между 3 500 – 4 000 лв. годишно. Фондът за трапезарията на Л. Доросиев, както и другите, учредени според неговото завещание фондове, се закриват и средствата от тях се вливат в държавния бюджет през 1948 г.